# Liu Xiaoning
Liu Xiaoning é uma ex-jogadora de voleibol da China que competiu nos Jogos Olímpicos de 1996.
Em 1996, ela fez parte da equipe chinesa que conquistou a medalha de prata no torneio olímpico.